# English Football League Championship 2020-21
La English Football League Championship 2020-21, también llamada Sky BET Championship por razones de patrocinio, fue la quinta temporada bajo el nombre de English Football League y será la décima novena edición de la Football League Championship desde su fundación en 2004. Un total de 24 equipos disputarán la liga, incluyendo 18 equipos de la English Football League Championship 2019-20, tres relegados de la Premier League 2019-20 y tres promovidos del English Football League One 2019-20. Esta temporada llega como debutante el Wycombe Wanderers

## Relevos
Los siguientes equipos han cambiado de división desde la temporada 2019-20:
| Pos.  | a Premier League     |
| ----- | -------------------- |
| 1.º   | Leeds United         |
| 2.º   | West Bromwich Albion |
| Prom. | Fulham               |

| Pos. | a EFL Championship |
| ---- | ------------------ |
| 18.º | Bournemouth        |
| 19.º | Watford            |
| 20.º | Norwich City       |

| Pos.  | a EFL Championship |
| ----- | ------------------ |
| 1.º   | Coventry City      |
| 2.º   | Rotherham United   |
| Prom. | Wycombe Wanderers  |

| Pos. | a EFL League One  |
| ---- | ----------------- |
| 22.º | Charlton Athletic |
| 23.º | Wigan Athletic    |
| 24.º | Hull City         |

## Información
| Equipo              | Entrenador        | Capitán               | Estadio                     | Capacidad | Marca    | Patrocinador |
| ------------------- | ----------------- | --------------------- | --------------------------- | --------- | -------- | --- |
| Barnsley            | Valérien Ismaël   | Alex Mowatt           | Oakwell                     | 23 287    | Puma     | The Investment Room |
| Birmingham City     | Aitor Karanka     | Harlee Dean           | St Andrew's Stadium         | 30 015    | Adidas   | BoyleSports |
| Blackburn Rovers    | Tony Mowbray      | Elliott Bennett       | Ewood Park                  | 31 367    | Umbro    | Recoverite Compression                                                                                                  |
| Bournemouth         | Jonathan Woodgate | Steve Cook            | Vitality Stadium            | 11 329    | Umbro    | MSP Capital |
| Brentford           | Thomas Frank      | Pontus Jansson        | Brentford Community Stadium | 17 250    | Umbro    | Utilita |
| Bristol City        | Nigel Pearson     | Tomáš Kalas           | Ashton Gate Stadium         | 27 000    | Hummel   | MansionBet |
| Cardiff City        | Mick McCarthy     | Sean Morrison         | Cardiff City Stadium        | 33 316    | Adidas   | Tourism Malaysia |
| Coventry City       | Mark Robins       | Liam Kelly            | St Andrew's Stadium         | 30 016    | Hummel   | BoyleSports |
| Derby County        | Wayne Rooney      | Wayne Rooney          | Pride Park Stadium          | 33 597    | Umbro    | 32Red |
| Huddersfield Town   | Carlos Corberán   | Christopher Schindler | Kirklees Stadium            | 24 500    | Umbro    | 4 patrocinadores Various (local) Yorkshire Air Ambulance / The Town Foundation / Kirkwood Hospice (visitante y tercera) |
| Luton Town          | Nathan Jones      | Sonny Bradley         | Kenilworth Road             | 10 336    | Puma     | 3 patrocinadores JB Developments (local) Star Platforms (visitante) Star Platforms (tercera)                            |
| Middlesbrough       | Neil Warnock      | Britt Assombalonga    | Riverside Stadium           | 34 742    | Hummel   | 32Red |
| Millwall            | Gary Rowett       | Alex Pearce           | The Den                     | 20 146    | Macron   | Huski Chocolate |
| Norwich City        | Daniel Farke      | Grant Hanley          | Carrow Road                 | 27 244    | Erreà    | Dafabet |
| Nottingham Forest   | Chris Hughton     | Michael Dawson        | City Ground                 | 30 445    | Macron   | Football Index |
| Preston North End   | Alex Neil         | Alan Browne           | Deepdale                    | 23 404    | Nike     | 32Red |
| Queens Park Rangers | Mark Warburton    | Geoff Cameron         | Loftus Road                 | 18 439    | Erreà    | Football Index |
| Reading             | Veljko Paunović   | Liam Moore            | Madejski Stadium            | 24 161    | Macron   | Casumo |
| Rotherham United    | Paul Warne        | Richard Wood          | New York Stadium            | 12 000    | Puma     | 2 patrocinadores Embark Group Limited (local) Mears Group (segunda y tercera)                                           |
| Sheffield Wednesday | Darren Moore      | Barry Bannan          | Estadio Hillsborough        | 39 752    | Elev8    | Chansiri |
| Stoke City          | Michael O'Neill   | Ryan Shawcross        | Bet365 Stadium              | 30 089    | Macron   | Bet365 |
| Swansea City        | Steve Cooper      | Matt Grimes           | Liberty Stadium             | 21 088    | Joma     | Swansea University |
| Watford             | Xisco Muñoz       | Troy Deeney           | Vicarage Road               | 20 400    | Kelme    | Sportsbet.io |
| Wycombe Wanderers   | Gareth Ainsworth  | Matt Bloomfield       | Adams Park                  | 10 000    | O'Neills | 2 patrocinadores Dreams (local y visitante) Cherry Red Records (tercera)                                                |

| Datos actualizados a 1 de marzo de 2021. |

### Cambios de entrenadores
| Equipo              | Entrenador      | Fecha de vacante        | Tipo de desvinculación            | Posición en la tabla | Entrenador entrante | Fecha de nombramiento   |
| ------------------- | --------------- | ----------------------- | --------------------------------- | -------------------- | ------------------- | ----------------------- |
| Birmingham City     | Steve Spooner   | 22 de julio de 2020     | Interino                          | Pretemporada         | Aitor Karanka       | 31 de julio de 2020     |
| Huddersfield Town   | Danny Schofield | 22 de julio de 2020     | Interino                          | Pretemporada         | Carlos Corberán     | 23 de julio de 2020     |
| Watford             | Hayden Mullins  | 26 de julio de 2020     | Interino                          | Pretemporada         | Vladimir Ivić       | 15 de agosto de 2020    |
| Bournemouth         | Eddie Howe      | 1 de agosto de 2020     | Renuncia                          | Pretemporada         | Jason Tindall       | 8 de agosto de 2020     |
| Reading             | Mark Bowen      | 29 de agosto de 2020    | Mutuo acuerdo                     | Pretemporada         | Veljko Paunović     | 29 de agosto de 2020    |
| Barnsley            | Gerhard Struber | 5 de octubre de 2020    | Fichado por el New York Red Bulls | 21°                  | Valérien Ismaël     | 25 de octubre de 2020   |
| Nottingham Forest   | Sabri Lamouchi  | 6 de octubre de 2020    | Despedido                         | 22°                  | Chris Hughton       | 6 de octubre de 2020    |
| Sheffield Wednesday | Garry Monk      | 9 de noviembre de 2020  | Despedido                         | 23°                  | Tony Pulis          | 13 de noviembre de 2020 |
| Derby County        | Phillip Cocu    | 14 de noviembre de 2020 | Mutuo acuerdo                     | 24°                  | Wayne Rooney        | 14 de noviembre de 2020 |
| Watford             | Vladmir Ivic    | 19 de diciembre de 2020 | Despedido                         | 5º                   | Xisco Muñoz         | 20 de diciembre de 2020 |
| Sheffield Wednesday | Tony Pulis      | 28 de diciembre de 2020 | Despedido                         | 23º                  | Neil Thompson INT   | 28 de diciembre de 2020 |
| Cardiff City        | Neil Harris     | 21 de enero de 2021     | Despedido                         | 15º                  | Mick McCarthy       | 22 de enero de 2021     |
| Bournemouth         | Jason Tindall   | 3 de febrero de 2021    | Despedido                         | 6º                   | Jonathan Woodgate   | 3 de febrero de 2021    |
| Bristol City        | Dean Holden     | 16 de febrero de 2021   | Despedido                         | 13º                  | Nigel Pearson       | 22 de febrero de 2021   |
| Sheffield Wednesday | Neil Thompson   | 1 de marzo de 2021      | Fin de interinato                 | 23º                  | Darren Moore        | 1 de marzo de 2021      |

Notas:
1. ↑  Rooney fue designado inicialmente como mánager interino hasta el final de la temporada, pero el cambio se hizo permanente el 15 de enero de 2021.
2. ↑  Woodgate fue designado inicialmente como mánager interino hasta el final de la temporada, pero el cambio se hizo permanente el 21 de febrero de 2021.

### Equipos por Región
| Región o País               | N.º | Equipos                                          |
| --------------------------- | --- | ------------------------------------------------ |
| Gran Londres                | 3   | Brentford, Millwall y Queens Park Rangers        |
| Yorkshire del Sur           | 3   | Barnsley, Sheffield Wednesday y Rotherham United |
| Lancashire                  | 2   | Blackburn Rovers y Preston North End             |
| Tierras Medias Occidentales | 2   | Birmingham City y Coventry City                  |
| Gales                       | 2   | Cardiff City y Swansea City                      |
| Bedfordshire                | 1   | Luton Town                                       |
| Berkshire                   | 1   | Reading                                          |
| Bristol                     | 1   | Bristol City                                     |
| Buckinghamshire             | 1   | Wycombe Wanderers                                |
| Derbyshire                  | 1   | Derby County                                     |
| Dorset                      | 1   | Bournemouth                                      |
| Hertfordshire               | 1   | Watford                                          |
| Norfolk                     | 1   | Norwich City                                     |
| Nottinghamshire             | 1   | Nottingham Forest                                |
| Staffordshire               | 1   | Stoke City                                       |
| Yorkshire del Norte         | 1   | Middlesbrough                                    |
| Yorkshire del Oeste         | 1   | Huddersfield Town                                |

## Asistencias
Al igual que con el final de la temporada anterior, la temporada se vio afectada por la pandemia de COVID-19, lo que provocó que los partidos se jugaran a puertas cerradas. Sin embargo, el 19 de septiembre de 2020, dos partidos en la división, entre Norwich City y Preston North End en Carrow Road, y entre Middlesbrough y Bournemouth en The Riverside Stadium, se llevaron a cabo frente a 1,000 espectadores, como parte de los pilotos de EFL.

## Clasificación
Los dos primeros equipos de la clasificación ascienden directamente a la Premier League 2021-22, los clubes ubicados del tercer al sexto puesto disputan un play-off para determinar un tercer ascenso.
| Pos. | Equipo                  | Pts. | PJ | G  | E  | P  | GF | GC | Dif. | Clasificación 2020-21            |
| ---- | ----------------------- | ---- | -- | -- | -- | -- | -- | -- | ---- | -------------------------------- |
| 1    | Norwich City (C, A)     | 97   | 46 | 29 | 10 | 7  | 75 | 36 | +39  | Ascenso a la Premier League      |
| 2    | Watford (A)             | 91   | 46 | 27 | 10 | 9  | 63 | 30 | +33  | Ascenso a la Premier League      |
| 3    | Brentford (A)           | 87   | 46 | 24 | 15 | 7  | 79 | 42 | +37  | Play-offs para la Premier League |
| 4    | Swansea City            | 80   | 46 | 23 | 11 | 12 | 56 | 39 | +17  | Play-offs para la Premier League |
| 5    | Barnsley                | 78   | 46 | 23 | 9  | 14 | 58 | 50 | +8   | Play-offs para la Premier League |
| 6    | Bournemouth             | 77   | 46 | 22 | 11 | 13 | 73 | 46 | +27  | Play-offs para la Premier League |
| 7    | Reading                 | 70   | 46 | 19 | 13 | 14 | 62 | 54 | +8   |                                  |
| 8    | Cardiff City            | 68   | 46 | 18 | 14 | 14 | 66 | 49 | +17  |                                  |
| 9    | Queens Park Rangers     | 68   | 46 | 19 | 11 | 16 | 57 | 55 | +2   |                                  |
| 10   | Middlesbrough           | 64   | 46 | 18 | 10 | 18 | 55 | 53 | +2   |                                  |
| 11   | Millwall                | 62   | 46 | 15 | 17 | 14 | 47 | 52 | −5   |                                  |
| 12   | Luton Town              | 62   | 46 | 17 | 11 | 18 | 41 | 52 | −11  |                                  |
| 13   | Preston North End       | 61   | 46 | 18 | 7  | 21 | 49 | 56 | −7   |                                  |
| 14   | Stoke City              | 60   | 46 | 15 | 15 | 16 | 50 | 52 | −2   |                                  |
| 15   | Blackburn Rovers        | 57   | 46 | 15 | 12 | 19 | 65 | 54 | +11  |                                  |
| 16   | Coventry City           | 55   | 46 | 14 | 13 | 19 | 49 | 61 | −12  |                                  |
| 17   | Nottingham Forest       | 52   | 46 | 12 | 16 | 18 | 37 | 45 | −8   |                                  |
| 18   | Birmingham City         | 52   | 46 | 13 | 13 | 20 | 37 | 61 | −24  |                                  |
| 19   | Bristol City            | 51   | 46 | 15 | 6  | 25 | 46 | 68 | −22  |                                  |
| 20   | Huddersfield Town       | 49   | 46 | 12 | 13 | 21 | 50 | 71 | −21  |                                  |
| 21   | Derby County            | 44   | 46 | 11 | 11 | 24 | 36 | 58 | −22  |                                  |
| 22   | Wycombe Wanderers (D)   | 43   | 46 | 11 | 10 | 25 | 39 | 69 | −30  | Descenso de Categoría            |
| 23   | Rotherham United (D)    | 42   | 46 | 11 | 9  | 26 | 44 | 60 | −16  | Descenso de Categoría            |
| 24   | Sheffield Wednesday (D) | 41   | 46 | 12 | 11 | 23 | 40 | 61 | −21  | Descenso de Categoría            |

Actualizado a los partidos jugados el 8 de mayo de 2021.
 Fuente: EFL
Notas:
1. ↑  Sheffield Wednesday, reducción de 12 puntos por infringir las Reglas de rentabilidad y sostenibilidad de la Liga, que luego se redujo a seis puntos por un panel de arbitraje de la Liga Independiente.

### Evolución
| Equipo                  | 1  | 2  | 3  | 4  | 5  | 6  | 7  | 8  | 9  | 10 | 11 | 12 | 13 | 14 | 15 | 16 | 17 | 18 | 19 | 20 | 21 | 22 | 23 | 24  | 25  | 26  | 27  | 28  | 29   | 30   | 31   | 32   | 33   | 34 | 35 | 36 | 37 | 38 | 39 | 40 | 41 | 42 | 43 | 44 | 45 | 46 |
| Equipo                  |    |    |    |    |    |    |    |    |    |    |    |    |    |    |    |    |    |    |    |    |    |    |    |     |     |     |     |     |      |      |      |      |      |    |    |    |    |    |    |    |    |    |    |    |    |    |
| ----------------------- | -- | -- | -- | -- | -- | -- | -- | -- | -- | -- | -- | -- | -- | -- | -- | -- | -- | -- | -- | -- | -- | -- | -- | --- | --- | --- | --- | --- | ---- | ---- | ---- | ---- | ---- | -- | -- | -- | -- | -- | -- | -- | -- | -- | -- | -- | -- | -- |
| Norwich City            | 7  | 5  | 13 | 17 | 11 | 8  | 5  | 7  | 4  | 3  | 3  | 1  | 1  | 1  | 1  | 1  | 1  | 1  | 1  | 1  | 1  | 1  | 1  | 1   | 1   | 1   | 1   | 2   | 1    | 1    | 1    | 1    | 1    | 1  | 1  | 1  | 1  | 1  | 1  | 1  | 1  | 1  | 1  | 1  | 1  | 1  |
| Watford                 | 10 | 9  | 5  | 7  | 5  | 3  | 3  | 5  | 6  | 4  | 2  | 5  | 5  | 3  | 3  | 7  | 3  | 4  | 3  | 5  | 5  | 5  | 6  | 5   | 4   | 4   | 4   | 4   | 4    | 4    | 3    | 3    | 3    | 4  | 4  | 4  | 2  | 2  | 2  | 2  | 2  | 2  | 2  | 2  | 2  | 2  |
| Brentford               | 16 | 11 | 10 | 14 | 10 | 7  | 11 | 11 | 9  | 10 | 11 | 11 | 9  | 7  | 6  | 6  | 7  | 6  | 6  | 4  | 4  | 2  | 2  | 2   | 2   | 2   | 2   | 1   | 2    | 2    | 2    | 2    | 2    | 3  | 3  | 3  | 4  | 4  | 3  | 3  | 3  | 3  | 3  | 3  | 3  | 3  |
| Swansea City 2 5        | 9  | 8  | 3  | 4  | 4  | 6  | 7  | 4  | 2  | 2  | 6  | 4  | 4  | 4  | 7  | 4  | 4  | 3  | 4  | 3  | 3  | 3  | 3  | 3   | 3*  | 3*  | 3*  | 3*  | 3**  | 3**  | 4**  | 4**  | 4**  | 2  | 2  | 2  | 3  | 3  | 4  | 4  | 4  | 4  | 5  | 5  | 4  | 4  |
| Barnsley 4              | 15 | 20 | 20 | 21 | 23 | 21 | 21 | 18 | 15 | 18 | 16 | 13 | 14 | 16 | 14 | 17 | 16 | 13 | 12 | 13 | 10 | 8  | 9  | 10  | 11  | 12  | 12  | 13* | 12*  | 10*  | 10*  | 8*   | 7*   | 7* | 4  | 6  | 5  | 5  | 6  | 6  | 6  | 6  | 6  | 6  | 6  | 5  |
| Bournemouth             | 3  | 4  | 4  | 3  | 3  | 4  | 4  | 2  | 3  | 5  | 4  | 2  | 2  | 2  | 2  | 2  | 2  | 2  | 2  | 2  | 2  | 4  | 4  | 4   | 6   | 6   | 6   | 6   | 6    | 6    | 6    | 7    | 6    | 6  | 7  | 7  | 7  | 6  | 5  | 5  | 5  | 5  | 4  | 4  | 5  | 6  |
| Reading                 | 2  | 1  | 2  | 2  | 2  | 1  | 1  | 1  | 1  | 1  | 1  | 6  | 6  | 5  | 4  | 3  | 5  | 5  | 5  | 8  | 6  | 6  | 5  | 6   | 5   | 5   | 5   | 5   | 5    | 5    | 5    | 5    | 5    | 5  | 5  | 5  | 6  | 7  | 7  | 7  | 7  | 7  | 7  | 7  | 7  | 7  |
| Cardiff City            | 21 | 14 | 16 | 16 | 12 | 13 | 15 | 14 | 17 | 13 | 15 | 15 | 18 | 14 | 12 | 11 | 9  | 10 | 10 | 10 | 12 | 15 | 12 | 13  | 14  | 13  | 13  | 11  | 7    | 7    | 7    | 6    | 8    | 8  | 8  | 8  | 9  | 8  | 8  | 8  | 8  | 8  | 9  | 8  | 8  | 8  |
| Queens Park Rangers 1 5 | 1  | 12 | 11 | 9  | 14 | 16 | 16 | 19 | 18 | 16 | 18 | 18 | 13 | 15 | 17 | 18 | 18 | 19 | 19 | 19 | 20 | 20 | 18 | 21* | 18* | 19* | 17* | 16* | 17** | 16** | 13** | 13** | 17** | 15 | 12 | 13 | 12 | 13 | 12 | 12 | 11 | 10 | 8  | 10 | 9  | 9  |
| Middlesbrough           | 18 | 17 | 18 | 10 | 15 | 11 | 13 | 8  | 5  | 6  | 7  | 8  | 7  | 10 | 10 | 10 | 11 | 9  | 7  | 6  | 8  | 9  | 7  | 7   | 7   | 7   | 7   | 7   | 8    | 8    | 8    | 9    | 9    | 9  | 9  | 9  | 8  | 9  | 9  | 10 | 10 | 11 | 10 | 9  | 10 | 10 |
| Millwall                | 11 | 7  | 9  | 11 | 7  | 5  | 6  | 3  | 7  | 8  | 9  | 9  | 10 | 11 | 13 | 14 | 17 | 17 | 15 | 16 | 16 | 16 | 16 | 17  | 16  | 15  | 15  | 14  | 14   | 11   | 11   | 11   | 12   | 10 | 11 | 10 | 10 | 10 | 10 | 9  | 9  | 9  | 11 | 12 | 11 | 11 |
| Luton Town 3            | 6  | 3  | 7  | 5  | 6  | 12 | 9  | 9  | 13 | 9  | 10 | 10 | 11 | 12 | 11 | 12 | 14 | 11 | 13 | 14 | 15 | 13 | 15 | 12  | 13  | 14* | 14* | 15* | 15*  | 15*  | 16*  | 17*  | 14*  | 12 | 14 | 14 | 14 | 12 | 13 | 13 | 13 | 12 | 12 | 11 | 12 | 12 |
| Preston North End       | 19 | 16 | 19 | 15 | 18 | 15 | 12 | 13 | 16 | 12 | 14 | 12 | 15 | 18 | 15 | 15 | 13 | 15 | 16 | 15 | 13 | 11 | 13 | 14  | 10  | 11  | 11  | 12  | 11   | 13   | 14   | 14   | 13   | 14 | 16 | 16 | 16 | 16 | 17 | 16 | 16 | 17 | 14 | 14 | 13 | 13 |
| Stoke City              | 12 | 18 | 15 | 13 | 8  | 10 | 8  | 10 | 8  | 11 | 8  | 7  | 8  | 8  | 8  | 5  | 8  | 8  | 8  | 7  | 7  | 7  | 8  | 8   | 8   | 9   | 10  | 9   | 10   | 9    | 9    | 10   | 10   | 11 | 10 | 11 | 11 | 11 | 11 | 11 | 12 | 13 | 13 | 13 | 14 | 14 |
| Blackburn Rovers 2      | 13 | 10 | 6  | 6  | 9  | 14 | 10 | 12 | 14 | 17 | 12 | 14 | 12 | 9  | 9  | 9  | 10 | 12 | 11 | 11 | 11 | 14 | 11 | 11  | 12* | 10* | 8*  | 8*  | 9*   | 12*  | 12*  | 15*  | 15*  | 16 | 15 | 15 | 15 | 15 | 15 | 17 | 17 | 15 | 17 | 15 | 15 | 15 |
| Coventry City           | 14 | 13 | 12 | 18 | 19 | 19 | 20 | 22 | 20 | 21 | 21 | 21 | 21 | 20 | 19 | 19 | 19 | 18 | 18 | 18 | 18 | 17 | 17 | 16  | 17  | 17  | 18  | 19  | 20   | 20   | 20   | 20   | 20   | 21 | 20 | 19 | 19 | 19 | 20 | 18 | 18 | 18 | 16 | 19 | 17 | 16 |
| Nottingham Forest       | 23 | 22 | 21 | 22 | 20 | 20 | 19 | 20 | 21 | 20 | 20 | 20 | 20 | 21 | 21 | 21 | 21 | 21 | 21 | 21 | 21 | 21 | 21 | 20  | 21  | 18  | 19  | 18  | 16   | 18   | 17   | 16   | 16   | 17 | 17 | 17 | 18 | 17 | 16 | 15 | 15 | 16 | 18 | 17 | 16 | 17 |
| Birmingham City         | 5  | 6  | 8  | 8  | 16 | 18 | 17 | 15 | 11 | 14 | 17 | 17 | 17 | 17 | 18 | 16 | 15 | 16 | 17 | 17 | 17 | 18 | 19 | 18  | 20  | 20  | 22  | 23  | 23   | 23   | 21   | 21   | 21   | 22 | 22 | 22 | 21 | 22 | 18 | 20 | 19 | 19 | 19 | 16 | 18 | 18 |
| Bristol City            | 4  | 2  | 1  | 1  | 1  | 2  | 2  | 6  | 10 | 7  | 5  | 3  | 3  | 6  | 5  | 8  | 6  | 7  | 9  | 9  | 9  | 10 | 10 | 9   | 9   | 8   | 9   | 10  | 13   | 14   | 15   | 12   | 11   | 13 | 13 | 12 | 13 | 14 | 14 | 14 | 14 | 14 | 15 | 18 | 19 | 19 |
| Huddersfield Town       | 17 | 21 | 17 | 19 | 13 | 9  | 14 | 16 | 12 | 15 | 13 | 16 | 16 | 13 | 16 | 13 | 12 | 14 | 14 | 12 | 14 | 12 | 14 | 15  | 15  | 16  | 16  | 17  | 18   | 19   | 18   | 19   | 19   | 19 | 19 | 18 | 17 | 18 | 18 | 20 | 20 | 20 | 20 | 20 | 20 | 20 |
| Derby County 4          | 22 | 19 | 22 | 20 | 21 | 22 | 22 | 21 | 22 | 23 | 24 | 24 | 24 | 24 | 24 | 23 | 22 | 22 | 22 | 22 | 22 | 22 | 23 | 23  | 23  | 23  | 21  | 22* | 19*  | 17*  | 19*  | 18*  | 18*  | 18 | 18 | 20 | 20 | 20 | 19 | 19 | 21 | 21 | 21 | 21 | 21 | 21 |
| Wycombe Wanderers 1     | 20 | 23 | 23 | 23 | 24 | 24 | 24 | 24 | 23 | 22 | 22 | 22 | 22 | 22 | 22 | 22 | 23 | 23 | 23 | 24 | 24 | 24 | 24 | 24* | 24* | 24* | 24* | 24* | 24*  | 24*  | 24*  | 24*  | 24*  | 24 | 24 | 24 | 24 | 24 | 24 | 24 | 24 | 24 | 24 | 24 | 24 | 22 |
| Rotherham United 3 5    | 8  | 15 | 14 | 12 | 17 | 17 | 18 | 17 | 19 | 19 | 19 | 19 | 19 | 19 | 20 | 20 | 20 | 20 | 20 | 20 | 19 | 19 | 20 | 19  | 19  | 21* | 23* | 20* | 21** | 21** | 22** | 22** | 22** | 20 | 21 | 21 | 22 | 21 | 22 | 22 | 22 | 22 | 22 | 22 | 22 | 23 |
| Sheffield Wednesday 5   | 24 | 24 | 24 | 24 | 22 | 23 | 23 | 23 | 24 | 24 | 23 | 23 | 23 | 23 | 23 | 24 | 24 | 24 | 24 | 23 | 23 | 23 | 22 | 22  | 22  | 22  | 20  | 21  | 22*  | 22*  | 23*  | 23*  | 23*  | 23 | 23 | 23 | 23 | 23 | 23 | 23 | 23 | 23 | 23 | 23 | 23 | 24 |

| * Indica la posición del equipo con un partido pendiente.     |
| ** Indica la posición del equipo con dos partidos pendientes. |

- 1 Posiciones de Queens Park Rangers y Wycombe Wanderers de la fecha 24 a la 29 con un partido pendiente por el aplazamiento del encuentro entre ambos en la Jornada 24.
- 2 Posiciones de Blackburn Rovers y Swansea City de la fecha 25 a la 29 con un partido pendiente por el aplazamiento del encuentro entre ambos en la Jornada 25.
- 3 Posiciones de Luton Town y Rotherham United de la fecha 26 a la 29 con un partido pendiente por el aplazamiento del encuentro entre ambos en la Jornada 26.
- 4 Posiciones de Barnsley y Derby County de la fecha 28 a la 29 con un partido pendiente por el aplazamiento del encuentro entre ambos en la Jornada 28.
- 5 Posiciones de Queens Park Rangers, Rotherham United, Sheffield Wednesday y Swansea City de la fecha 29 con un partido pendiente por el aplazamiento de los encuentros entre Rotherham United vs. Queens Park Rangers y Sheffield Wednesday vs. Swansea City en la Jornada 29.

## Resultados
- Los horarios corresponden al huso horario del Reino Unido (Hora de Europa Occidental): UTC+0 en horario estándar y UTC+1 en horario de verano

### Primera Vuelta
| Watford             | 1 - 0   | Middlesbrough       | Vicarage Road        | 11 de septiembre | 19:45 |
| Birmingham City     | 1 - 0   | Brentford           | St Andrew's Stadium  | 12 de septiembre | 12:30 |
| Wycombe Wanderers   | 0 - 1   | Rotherham United    | Adams Park           | 12 de septiembre | 12:30 |
| Bournemouth         | 3 - 2   | Blackburn Rovers    | Vitality Stadium     | 12 de septiembre | 15:00 |
| Barnsley            | 0 - 1   | Luton Town          | Oakwell Stadium      | 12 de septiembre | 15:00 |
| Bristol City        | 2 - 1   | Coventry City       | Ashton Gate Stadium  | 12 de septiembre | 15:00 |
| Cardiff City        | 0 - 2   | Sheffield Wednesday | Cardiff City Stadium | 12 de septiembre | 15:00 |
| Derby County        | 0 - 2   | Reading             | Pride Park Stadium   | 12 de septiembre | 15:00 |
| Huddersfield Town   | 0 - 136 | Norwich City        | Kirklees Stadium     | 12 de septiembre | 15:00 |
| Millwall            | 0 - 0   | Stoke City          | The Den              | 12 de septiembre | 15:00 |
| Preston North End   | 0 - 1   | Swansea City        | Deepdale             | 12 de septiembre | 15:00 |
| Queens Park Rangers | 2 - 0   | Nottingham Forest   | Loftus Road          | 12 de septiembre | 15:00 |

| Coventry City       | 3 - 2   | Queens Park Rangers | St Andrew's Stadium         | 18 de septiembre | 19:45 |
| Nottingham Forest   | 0 - 2   | Cardiff City        | City Ground                 | 19 de septiembre | 12:30 |
| Blackburn Rovers    | 5 - 0   | Wycombe Wanderers   | Ewood Park                  | 19 de septiembre | 15:00 |
| Brentford           | 3 - 0   | Huddersfield Town   | Brentford Community Stadium | 19 de septiembre | 15:00 |
| Luton Town          | 2 - 1   | Derby County        | Kenilworth Road             | 19 de septiembre | 15:00 |
| Middlesbrough       | 1 - 1   | Bournemouth         | Riverside Stadium           | 19 de septiembre | 15:00 |
| Norwich City        | 136 - 2 | Preston North End   | Carrow Road                 | 19 de septiembre | 15:00 |
| Reading             | 2 - 0   | Barnsley            | Madejski Stadium            | 19 de septiembre | 15:00 |
| Rotherham United    | 0 - 1   | Millwall            | New York Stadium            | 19 de septiembre | 15:00 |
| Sheffield Wednesday | 0 - 0   | Watford             | Estadio Hillsborough        | 19 de septiembre | 15:00 |
| Swansea City        | 0 - 0   | Birmingham City     | Liberty Stadium             | 19 de septiembre | 15:00 |
| Stoke City          | 0 - 2   | Bristol City        | Bet365 Stadium              | 20 de septiembre | 14:00 |

| Huddersfield Town   | 1 - 0  | Nottingham Forest   | Kirklees Stadium     | 25 de septiembre | 19:45 |
| Watford             | 1 - 0  | Luton Town          | Vicarage Road        | 26 de septiembre | 12:30 |
| Wycombe Wanderers   | 0 - 2  | Swansea City        | Adams Park           | 26 de septiembre | 12:30 |
| Barnsley            | 2 - 0  | Coventry City       | Oakwell Stadium      | 26 de septiembre | 15:00 |
| Birmingham City     | 1 - 1  | Rotherham United    | St Andrew's Stadium  | 26 de septiembre | 15:00 |
| Cardiff City        | 1 - 2  | Reading             | Cardiff City Stadium | 26 de septiembre | 15:00 |
| Derby County        | 0 - 4  | Blackburn Rovers    | Pride Park Stadium   | 26 de septiembre | 15:00 |
| Millwall            | 1 - 1  | Brentford           | The Den              | 26 de septiembre | 15:00 |
| Preston North End   | 0 - 1  | Stoke City          | Deepdale             | 26 de septiembre | 15:00 |
| Queens Park Rangers | 1 - 1  | Riverside Stadium   | Loftus Road          | 26 de septiembre | 15:00 |
| Bristol City        | 2 - 0  | Sheffield Wednesday | Ashton Gate Stadium  | 27 de septiembre | 15:00 |
| Bournemouth         | 0 - 34 | Norwich City        | Vitality Stadium     | 27 de septiembre | 16:00 |

| Coventry City       | 1 - 3  | Bournemouth         | St Andrew's Stadium         | 2 de octubre | 19:45 |
| Norwich City        | 67 - 0 | Derby County        | Carrow Road                 | 3 de octubre | 12:30 |
| Blackburn Rovers    | 0 - 0  | Cardiff City        | Ewood Park                  | 3 de octubre | 15:00 |
| Luton Town          | 2 - 0  | Wycombe Wanderers   | Kenilworth Road             | 3 de octubre | 15:00 |
| Middlesbrough       | 2 - 1  | Barnsley            | Riverside Stadium           | 3 de octubre | 15:00 |
| Nottingham Forest   | 1 - 2  | Bristol City        | City Ground                 | 3 de octubre | 15:00 |
| Reading             | 1 - 0  | Watford             | Madejski Stadium            | 3 de octubre | 15:00 |
| Rotherham United    | 1 - 1  | Huddersfield Town   | New York Stadium            | 3 de octubre | 15:00 |
| Sheffield Wednesday | 1 - 1  | Queens Park Rangers | Estadio Hillsborough        | 3 de octubre | 15:00 |
| Swansea City        | 2 - 1  | Millwall            | Liberty Stadium             | 3 de octubre | 15:00 |
| Brentford           | 2 - 1  | Preston North End   | Brentford Community Stadium | 4 de octubre | 14:00 |
| Stoke City          | 1 - 1  | Birmingham City     | Bet365 Stadium              | 4 de octubre | 15:00 |

| Derby County      | 0 - 1 | Watford             | Pride Park Stadium          | 16 de octubre | 19:45 |
| Bournemouth       | 0 - 0 | Queens Park Rangers | Vitality Stadium            | 17 de octubre | 15:00 |
| Barnsley          | 2 - 2 | Bristol City        | Oakwell Stadium             | 17 de octubre | 15:00 |
| Birmingham City   | 0 - 1 | Sheffield Wednesday | St Andrew's Stadium         | 17 de octubre | 15:00 |
| Blackburn Rovers  | 0 - 1 | Nottingham Forest   | Ewood Park                  | 17 de octubre | 15:00 |
| Brentford         | 2 - 0 | Coventry City       | Brentford Community Stadium | 17 de octubre | 15:00 |
| Luton Town        | 0 - 2 | Stoke City          | Kenilworth Road             | 17 de octubre | 15:00 |
| Middlesbrough     | 0 - 0 | Reading             | Riverside Stadium           | 17 de octubre | 15:00 |
| Rotherham United  | 1 - 2 | Norwich City        | New York Stadium            | 17 de octubre | 15:00 |
| Swansea City      | 1 - 2 | Huddersfield Town   | Liberty Stadium             | 17 de octubre | 15:00 |
| Wycombe Wanderers | 1 - 2 | Millwall            | Adams Park                  | 17 de octubre | 15:00 |
| Preston North End | 0 - 1 | Cardiff City        | Deepdale                    | 18 de octubre | 12:00 |

| Bristol City        | 0 - 1 | Middlesbrough     | Ashton Gate Stadium  | 20 de octubre | 19:45 |
| Coventry City       | 1 - 1 | Swansea City      | St Andrew's Stadium  | 20 de octubre | 19:45 |
| Millwall            | 2 - 0 | Luton Town        | The Den              | 20 de octubre | 19:45 |
| Norwich City        | 1 - 0 | Birmingham City   | Carrow Road          | 20 de octubre | 19:45 |
| Nottingham Forest   | 1 - 1 | Rotherham United  | City Ground          | 20 de octubre | 19:45 |
| Huddersfield Town   | 1 - 0 | Derby County      | Kirklees Stadium     | 20 de octubre | 19:45 |
| Reading             | 1 - 0 | Wycombe Wanderers | Madejski Stadium     | 20 de octubre | 20:00 |
| Cardiff City        | 1 - 1 | Bournemouth       | Cardiff City Stadium | 21 de octubre | 19:45 |
| Queens Park Rangers | 0 - 2 | Preston North End | Loftus Road          | 21 de octubre | 19:45 |
| Sheffield Wednesday | 1 - 2 | Brentford         | Estadio Hillsborough | 21 de octubre | 19:45 |
| Watford             | 3 - 1 | Blackburn Rovers  | Vicarage Road        | 21 de octubre | 19:45 |
| Stoke City          | 2 - 2 | Barnsley          | Bet365 Stadium       | 21 de octubre | 19:45 |

| Nottingham Forest   | 1 - 1 | Derby County      | City Ground          | 23 de octubre | 19:45 |
| Watford             | 1 - 1 | Bournemouth       | Vicarage Road        | 24 de octubre | 12:30 |
| Bristol City        | 1 - 1 | Swansea City      | Ashton Gate Stadium  | 24 de octubre | 15:00 |
| Cardiff City        | 1 - 1 | Middlesbrough     | Cardiff City Stadium | 24 de octubre | 15:00 |
| Coventry City       | 0 - 4 | Blackburn Rovers  | St Andrew's Stadium  | 24 de octubre | 15:00 |
| Huddersfield Town   | 1 - 2 | Preston North End | Kirklees Stadium     | 24 de octubre | 15:00 |
| Millwall            | 1 - 1 | Barnsley          | The Den              | 24 de octubre | 15:00 |
| Norwich City        | 2 - 1 | Wycombe Wanderers | Carrow Road          | 24 de octubre | 15:00 |
| Queens Park Rangers | 0 - 0 | Birmingham City   | Loftus Road          | 24 de octubre | 15:00 |
| Reading             | 3 - 0 | New York Stadium  | Madejski Stadium     | 24 de octubre | 15:00 |
| Sheffield Wednesday | 0 - 1 | Luton Town        | Estadio Hillsborough | 24 de octubre | 15:00 |
| Stoke City          | 3 - 2 | Brentford         | Bet365 Stadium       | 24 de octubre | 15:00 |

| Barnsley          | 3 - 0 | Queens Park Rangers | Oakwell Stadium             | 27 de octubre | 19:00 |
| Blackburn Rovers  | 2 - 4 | Reading             | Ewood Park                  | 27 de octubre | 19:45 |
| Brentford         | 1 - 1 | Norwich City        | Brentford Community Stadium | 27 de octubre | 19:45 |
| Middlesbrough     | 2 - 0 | Coventry City       | Riverside Stadium           | 27 de octubre | 19:45 |
| Swansea City      | 2 - 0 | Stoke City          | Liberty Stadium             | 27 de octubre | 19:45 |
| Wycombe Wanderers | 1 - 1 | Watford             | Adams Park                  | 27 de octubre | 19:45 |
| Preston North End | 0 - 2 | Millwall            | Deepdale                    | 28 de octubre | 19:00 |
| Bournemouth       | 1 - 0 | Bristol City        | Vitality Stadium            | 28 de octubre | 19:45 |
| Birmingham City   | 2 - 1 | Huddersfield Town   | St Andrew's Stadium         | 28 de octubre | 19:45 |
| Derby County      | 1 - 1 | Cardiff City        | Pride Park Stadium          | 28 de octubre | 19:45 |
| Luton Town        | 1 - 1 | Nottingham Forest   | Kenilworth Road             | 28 de octubre | 19:45 |
| Rotherham United  | 3 - 0 | Sheffield Wednesday | New York Stadium            | 28 de octubre | 19:45 |

| Coventry City       | 3 - 2 | Reading             | St Andrew's Stadium | 30 de octubre | 19:45 |
| Bristol City        | 1 - 3 | Norwich City        | Ashton Gate Stadium | 31 de octubre | 12:30 |
| Bournemouth         | 1 - 1 | Derby County        | Vitality Stadium    | 31 de octubre | 15:00 |
| Barnsley            | 1 - 0 | Watford             | Oakwell Stadium     | 31 de octubre | 15:00 |
| Luton Town          | 0 - 3 | Brentford           | Kenilworth Road     | 31 de octubre | 15:00 |
| Middlesbrough       | 1 - 0 | Nottingham Forest   | Riverside Stadium   | 31 de octubre | 15:00 |
| Millwall            | 0 - 3 | Huddersfield Town   | The Den             | 31 de octubre | 15:00 |
| Preston North End   | 1 - 2 | Birmingham City     | Deepdale            | 31 de octubre | 15:00 |
| Queens Park Rangers | 3 - 2 | Cardiff City        | Loftus Road         | 31 de octubre | 15:00 |
| Stoke City          | 1 - 0 | Rotherham United    | Bet365 Stadium      | 31 de octubre | 15:00 |
| Swansea City        | 2 - 0 | Blackburn Rovers    | Liberty Stadium     | 31 de octubre | 15:00 |
| Wycombe Wanderers   | 1 - 0 | Sheffield Wednesday | Adams Park          | 31 de octubre | 15:00 |

| Brentford           | 1 - 1 | Swansea City        | Brentford Community Stadium | 3 de noviembre | 19:00 |
| Huddersfield Town   | 1 - 2 | Bristol City        | Kirklees Stadium            | 3 de noviembre | 19:00 |
| Norwich City        | 0 - 0 | Millwall            | Carrow Road                 | 3 de noviembre | 19:00 |
| Sheffield Wednesday | 1 - 0 | Bournemouth         | Estadio Hillsborough        | 3 de noviembre | 19:00 |
| Blackburn Rovers    | 0 - 0 | Middlesbrough       | Ewood Park                  | 3 de noviembre | 19:45 |
| Cardiff City        | 3 - 0 | Barnsley            | Cardiff City Stadium        | 3 de noviembre | 19:45 |
| Watford             | 3 - 2 | Stoke City          | Vicarage Road               | 4 de noviembre | 19:00 |
| Reading             | 0 - 3 | Preston North End   | Madejski Stadium            | 4 de noviembre | 19:00 |
| Birmingham City     | 1 - 2 | Wycombe Wanderers   | St Andrew's Stadium         | 4 de noviembre | 19:45 |
| Derby County        | 0 - 1 | Queens Park Rangers | Pride Park Stadium          | 4 de noviembre | 19:45 |
| Nottingham Forest   | 2 - 1 | Coventry City       | City Ground                 | 4 de noviembre | 19:45 |
| Rotherham United    | 0 - 1 | Luton Town          | New York Stadium            | 4 de noviembre | 19:45 |

| Cardiff City        | 0 - 1 | Bristol City        | Cardiff City Stadium        | 6 de noviembre | 18:00 |
| Reading             | 0 - 3 | Stoke City          | Madejski Stadium            | 7 de noviembre | 12:30 |
| Birmingham City     | 1 - 3 | Bournemouth         | St Andrew's Stadium         | 7 de noviembre | 15:00 |
| Blackburn Rovers    | 3 - 1 | Queens Park Rangers | Ewood Park                  | 7 de noviembre | 15:00 |
| Brentford           | 0 - 0 | Middlesbrough       | Brentford Community Stadium | 7 de noviembre | 15:00 |
| Derby County        | 0 - 2 | Barnsley            | Pride Park Stadium          | 7 de noviembre | 15:00 |
| Huddersfield Town   | 1 - 1 | Luton Town          | Kirklees Stadium            | 7 de noviembre | 15:00 |
| Norwich City        | 1 - 0 | Swansea City        | Carrow Road                 | 7 de noviembre | 15:00 |
| Nottingham Forest   | 2 - 0 | Wycombe Wanderers   | City Ground                 | 7 de noviembre | 15:00 |
| Rotherham United    | 2 - 1 | Preston North End   | New York Stadium            | 7 de noviembre | 15:00 |
| Sheffield Wednesday | 0 - 0 | Millwall            | Estadio Hillsborough        | 7 de noviembre | 15:00 |
| Watford             | 3 - 2 | Coventry City       | Vicarage Road               | 7 de noviembre | 15:00 |

| Coventry City       | 0 - 0 | Birmingham City     | St Andrew's Stadium | 20 de noviembre | 19:45 |
| Bournemouth         | 4 - 2 | Reading             | Vitality Stadium    | 21 de noviembre | 12:30 |
| Barnsley            | 2 - 0 | Nottingham Forest   | Oakwell Stadium     | 21 de noviembre | 15:00 |
| Bristol City        | 1 - 0 | Derby County        | Ashton Gate Stadium | 21 de noviembre | 15:00 |
| Luton Town          | 1 - 1 | Blackburn Rovers    | Kenilworth Road     | 21 de noviembre | 15:00 |
| Middlesbrough       | 0 - 1 | Nottingham Forest   | Riverside Stadium   | 21 de noviembre | 15:00 |
| Millwall            | 1 - 1 | Cardiff City        | The Den             | 21 de noviembre | 15:00 |
| Preston North End   | 1 - 0 | Sheffield Wednesday | Deepdale            | 21 de noviembre | 15:00 |
| Queens Park Rangers | 1 - 1 | Watford             | Loftus Road         | 21 de noviembre | 15:00 |
| Stoke City          | 4 - 3 | Huddersfield Town   | Bet365 Stadium      | 21 de noviembre | 15:00 |
| Swansea City        | 1 - 0 | Rotherham United    | Liberty Stadium     | 21 de noviembre | 15:00 |
| Wycombe Wanderers   | 0 - 0 | Brentford           | Adams Park          | 21 de noviembre | 15:00 |

| Luton Town          | 1 - 1 | Birmingham City     | Kenilworth Road     | 24 de noviembre | 19:00 |
| Queens Park Rangers | 3 - 2 | Rotherham United    | Loftus Road         | 24 de noviembre | 19:00 |
| Stoke City          | 2 - 3 | Norwich City        | Bet365 Stadium      | 24 de noviembre | 19:00 |
| Wycombe Wanderers   | 0 - 0 | Huddersfield Town   | Adams Park          | 24 de noviembre | 19:00 |
| Barnsley            | 0 - 1 | Brentford           | Oakwell Stadium     | 24 de noviembre | 19:45 |
| Preston North End   | 0 - 3 | Blackburn Rovers    | Deepdale            | 24 de noviembre | 19:45 |
| Bournemouth         | 2 - 0 | Nottingham Forest   | Vitality Stadium    | 24 de noviembre | 20:00 |
| Middlesbrough       | 3 - 0 | Derby County        | Riverside Stadium   | 25 de noviembre | 19:00 |
| Millwall            | 1 - 1 | Reading             | The Den             | 25 de noviembre | 19:00 |
| Bristol City        | 0 - 0 | Watford             | Ashton Gate Stadium | 25 de noviembre | 19:45 |
| Coventry City       | 1 - 0 | Cardiff City        | St Andrew's Stadium | 25 de noviembre | 19:45 |
| Swansea City        | 1 - 1 | Sheffield Wednesday | Liberty Stadium     | 25 de noviembre | 19:45 |

| Brentford           | 2 - 1 | Queens Park Rangers | Brentford Community Stadium | 27 de noviembre | 19:45 |
| Reading             | 3 - 1 | Bristol City        | Madejski Stadium            | 28 de noviembre | 12:30 |
| Birmingham City     | 0 - 0 | Millwall            | St Andrew's Stadium         | 28 de noviembre | 15:00 |
| Blackburn Rovers    | 2 - 1 | Barnsley            | Ewood Park                  | 28 de noviembre | 15:00 |
| Cardiff City        | 4 - 0 | Luton Town          | Cardiff City Stadium        | 28 de noviembre | 15:00 |
| Derby County        | 1 - 1 | Wycombe Wanderers   | Pride Park Stadium          | 28 de noviembre | 15:00 |
| Huddersfield Town   | 3 - 2 | Middlesbrough       | Kirklees Stadium            | 28 de noviembre | 15:00 |
| Norwich City        | 1 - 1 | Coventry City       | Carrow Road                 | 28 de noviembre | 15:00 |
| Rotherham United    | 2 - 2 | Bournemouth         | New York Stadium            | 28 de noviembre | 15:00 |
| Sheffield Wednesday | 0 - 0 | Stoke City          | Estadio Hillsborough        | 28 de noviembre | 15:00 |
| Watford             | 4 - 1 | Preston North End   | Vicarage Road               | 28 de noviembre | 15:00 |
| Nottingham Forest   | 0 - 1 | Swansea City        | City Ground                 | 29 de noviembre | 12:00 |

| Cardiff City        | 3 - 0 | Huddersfield Town | Cardiff City Stadium | 1 de diciembre | 19:00 |
| Bournemouth         | 2 - 3 | Preston North End | Vitality Stadium     | 1 de diciembre | 19:45 |
| Birmingham City     | 1 - 2 | Barnsley          | St Andrew's Stadium  | 1 de diciembre | 19:45 |
| Derby County        | 1 - 1 | Coventry City     | Pride Park Stadium   | 1 de diciembre | 19:45 |
| Queens Park Rangers | 1 - 2 | Bristol City      | Loftus Road          | 1 de diciembre | 19:45 |
| Rotherham United    | 0 - 2 | Brentford         | New York Stadium     | 1 de diciembre | 20:00 |
| Middlesbrough       | 2 - 1 | Swansea City      | Riverside Stadium    | 2 de diciembre | 19:00 |
| Blackburn Rovers    | 2 - 1 | Millwall          | Ewood Park           | 2 de diciembre | 19:45 |
| Luton Town          | 3 - 1 | Norwich City      | Kenilworth Road      | 2 de diciembre | 19:45 |
| Nottingham Forest   | 0 - 0 | Watford           | City Ground          | 2 de diciembre | 19:45 |
| Sheffield Wednesday | 1 - 1 | Reading           | Estadio Hillsborough | 2 de diciembre | 19:45 |
| Wycombe Wanderers   | 0 - 1 | Stoke City        | Adams Park           | 2 de diciembre | 19:45 |

| Barnsley          | 0 - 4 | Bournemouth         | Oakwell Stadium             | 4 de diciembre | 17:30 |
| Reading           | 2 - 0 | Nottingham Forest   | Madejski Stadium            | 5 de diciembre | 12:30 |
| Brentford         | 2 - 2 | Blackburn Rovers    | Brentford Community Stadium | 5 de diciembre | 15:00 |
| Bristol City      | 0 - 1 | Birmingham City     | Ashton Gate Stadium         | 5 de diciembre | 15:00 |
| Coventry City     | 3 - 1 | Rotherham United    | St Andrew's Stadium         | 5 de diciembre | 15:00 |
| Huddersfield Town | 2 - 0 | Queens Park Rangers | Kirklees Stadium            | 5 de diciembre | 15:00 |
| Millwall          | 0 - 1 | Derby County        | The Den                     | 5 de diciembre | 15:00 |
| Norwich City      | 2 - 1 | Sheffield Wednesday | Carrow Road                 | 5 de diciembre | 15:00 |
| Preston North End | 2 - 2 | Wycombe Wanderers   | Deepdale                    | 5 de diciembre | 15:00 |
| Stoke City        | 1 - 0 | Middlesbrough       | Bet365 Stadium              | 5 de diciembre | 15:00 |
| Swansea City      | 2 - 0 | Luton Town          | Liberty Stadium             | 5 de diciembre | 15:00 |
| Watford           | 0 - 1 | Cardiff City        | Vicarage Road               | 5 de diciembre | 15:00 |

| Coventry City     | 0 - 0 | Luton Town          | St Andrew's Stadium         | 8 de diciembre | 19:45 |
| Huddersfield Town | 2 - 0 | Sheffield Wednesday | Kirklees Stadium            | 8 de diciembre | 19:45 |
| Millwall          | 1 - 1 | Queens Park Rangers | The Den                     | 8 de diciembre | 19:45 |
| Swansea City      | 0 - 0 | Bournemouth         | Liberty Stadium             | 8 de diciembre | 19:45 |
| Watford           | 2 - 0 | Rotherham United    | Vicarage Road               | 8 de diciembre | 19:45 |
| Stoke City        | 1 - 2 | Cardiff City        | Bet365 Stadium              | 8 de diciembre | 19:45 |
| Preston North End | 3 - 0 | Middlesbrough       | Deepdale                    | 9 de diciembre | 19:00 |
| Barnsley          | 2 - 1 | Wycombe Wanderers   | Oakwell Stadium             | 9 de diciembre | 19:45 |
| Brentford         | 0 - 0 | Derby County        | Brentford Community Stadium | 9 de diciembre | 19:45 |
| Bristol City      | 1 - 0 | Blackburn Rovers    | Ashton Gate Stadium         | 9 de diciembre | 19:45 |
| Norwich City      | 2 - 1 | Nottingham Forest   | Carrow Road                 | 9 de diciembre | 19:45 |
| Reading           | 1 - 2 | Birmingham City     | Madejski Stadium            | 9 de diciembre | 19:45 |

| Cardiff City        | 0 - 2 | Swansea City      | Cardiff City Stadium | 12 de diciembre | 12:30 |
| Bournemouth         | 5 - 0 | Huddersfield Town | Vitality Stadium     | 12 de diciembre | 15:00 |
| Birmingham City     | 0 - 1 | Watford           | St Andrew's Stadium  | 12 de diciembre | 15:00 |
| Blackburn Rovers    | 1 - 2 | Norwich City      | Ewood Park           | 12 de diciembre | 15:00 |
| Derby County        | 0 - 0 | Stoke City        | Pride Park Stadium   | 12 de diciembre | 15:00 |
| Luton Town          | 3 - 0 | Preston North End | Kenilworth Road      | 12 de diciembre | 15:00 |
| Middlesbrough       | 3 - 0 | Millwall          | Riverside Stadium    | 12 de diciembre | 15:00 |
| Nottingham Forest   | 1 - 3 | Brentford         | City Ground          | 12 de diciembre | 15:00 |
| Queens Park Rangers | 0 - 1 | Reading           | Loftus Road          | 12 de diciembre | 15:00 |
| Rotherham United    | 2 - 0 | Bristol City      | New York Stadium     | 12 de diciembre | 15:00 |
| Sheffield Wednesday | 1 - 2 | Barnsley          | Estadio Hillsborough | 12 de diciembre | 15:00 |
| Wycombe Wanderers   | 1 - 2 | Coventry City     | Adams Park           | 12 de diciembre | 15:00 |

| Queens Park Rangers | 0 - 0 | Stoke City          | Loftus Road          | 15 de diciembre | 17:30 |
| Bournemouth         | 1 - 0 | Wycombe Wanderers   | Vitality Stadium     | 15 de diciembre | 19:45 |
| Barnsley            | 2 - 1 | Preston North End   | Oakwell Stadium      | 15 de diciembre | 19:45 |
| Bristol City        | 0 - 2 | Millwall            | Ashton Gate Stadium  | 15 de diciembre | 19:45 |
| Nottingham Forest   | 2 - 0 | Sheffield Wednesday | City Ground          | 15 de diciembre | 19:45 |
| Watford             | 1 - 1 | Brentford           | Vicarage Road        | 15 de diciembre | 20:00 |
| Derby County        | 2 - 0 | Swansea City        | Pride Park Stadium   | 16 de diciembre | 17:30 |
| Cardiff City        | 3 - 2 | Birmingham City     | Cardiff City Stadium | 16 de diciembre | 19:00 |
| Middlesbrough       | 1 - 0 | Luton Town          | Riverside Stadium    | 16 de diciembre | 19:00 |
| Blackburn Rovers    | 2 - 1 | Rotherham United    | Ewood Park           | 16 de diciembre | 19:45 |
| Coventry City       | 0 - 0 | Huddersfield Town   | St Andrew's Stadium  | 16 de diciembre | 20:00 |
| Reading             | 1 - 2 | Norwich City        | Madejski Stadium     | 16 de diciembre | 20:00 |

| Preston North End   | 1 - 0 | Bristol City        | Deepdale                    | 18 de diciembre | 20:00 |
| Norwich City        | 2 - 0 | Cardiff City        | Carrow Road                 | 19 de diciembre | 12:30 |
| Birmingham City     | 1 - 4 | Middlesbrough       | St Andrew's Stadium         | 19 de diciembre | 15:00 |
| Brentford           | 3 - 1 | Reading             | Brentford Community Stadium | 19 de diciembre | 15:00 |
| Huddersfield Town   | 2 - 0 | Watford             | Kirklees Stadium            | 19 de diciembre | 15:00 |
| Luton Town          | 0 - 0 | Bournemouth         | Kenilworth Road             | 19 de diciembre | 15:00 |
| Millwall            | 1 - 1 | Nottingham Forest   | The Den                     | 19 de diciembre | 15:00 |
| Sheffield Wednesday | 1 - 0 | Coventry City       | Estadio Hillsborough        | 19 de diciembre | 15:00 |
| Stoke City          | 1 - 0 | Blackburn Rovers    | Bet365 Stadium              | 19 de diciembre | 15:00 |
| Swansea City        | 2 - 0 | Barnsley            | Liberty Stadium             | 19 de diciembre | 15:00 |
| Wycombe Wanderers   | 1 - 1 | Queens Park Rangers | Adams Park                  | 19 de diciembre | 15:00 |
| Rotherham United    | 3 - 0 | Derby County        | New York Stadium            | 3 de febrero    | 19:00 |

| Barnsley            | 2 - 1 | Huddersfield Town   | Oakwell Stadium      | 26 de diciembre | 15:00 |
| Blackburn Rovers    | 1 - 1 | Sheffield Wednesday | Ewood Park           | 26 de diciembre | 15:00 |
| Bristol City        | 2 - 1 | Wycombe Wanderers   | Ashton Gate Stadium  | 26 de diciembre | 15:00 |
| Cardiff City        | 2 - 3 | Brentford           | Cardiff City Stadium | 26 de diciembre | 15:00 |
| Coventry City       | 0 - 0 | Stoke City          | St Andrew's Stadium  | 26 de diciembre | 15:00 |
| Derby County        | 0 - 1 | Preston North End   | Pride Park Stadium   | 26 de diciembre | 15:00 |
| Nottingham Forest   | 0 - 0 | Birmingham City     | City Ground          | 26 de diciembre | 15:00 |
| Queens Park Rangers | 0 - 2 | Swansea City        | Loftus Road          | 26 de diciembre | 15:00 |
| Reading             | 2 - 1 | Luton Town          | Madejski Stadium     | 26 de diciembre | 15:00 |
| Watford             | 1 - 0 | Norwich City        | Vicarage Road        | 26 de diciembre |       |
| Bournemouth         | 1 - 1 | Millwall            | Vitality Stadium     | 12 de enero     | 19:45 |
| Middlesbrough       | 0 - 3 | Rotherham United    | Riverside Stadium    | 27 de enero     | 19:00 |

| Birmingham City     | 0 - 4 | Derby County        | St Andrew's Stadium         | 29 de diciembre | 17:30 |
| Sheffield Wednesday | 2 - 1 | Middlesbrough       | Estadio Hillsborough        | 29 de diciembre | 19:00 |
| Huddersfield Town   | 2 - 1 | Blackburn Rovers    | Kirklees Stadium            | 29 de diciembre |       |
| Luton Town          | 2 - 1 | Bristol City        | Kenilworth Road             | 29 de diciembre |       |
| Norwich City        | 1 - 1 | Queens Park Rangers | Carrow Road                 | 29 de diciembre |       |
| Preston North End   | 2 - 0 | Coventry City       | Deepdale                    | 29 de diciembre |       |
| Rotherham United    | 1 - 2 | Barnsley            | New York Stadium            | 29 de diciembre |       |
| Wycombe Wanderers   | 2 - 1 | Cardiff City        | Adams Park                  | 29 de diciembre |       |
| Stoke City          | 1 - 1 | Nottingham Forest   | Bet365 Stadium              | 29 de diciembre | 20:00 |
| Brentford           | 2 - 1 | Bournemouth         | Brentford Community Stadium | 30 de diciembre | 17:30 |
| Swansea City        | 0 - 0 | Reading             | Liberty Stadium             | 30 de diciembre | 20:00 |
| Millwall            | 0 - 0 | Watford             | The Den                     | 26 de enero     | 19:00 |

| Sheffield Wednesday | 1 - 0 | Derby County        | Estadio Hillsborough        | 1 de enero   | 17:30 |
| Birmingham City     | 0 - 2 | Blackburn Rovers    | St Andrew's Stadium         | 2 de enero   | 15:00 |
| Huddersfield Town   | 1 - 2 | Reading             | Kirklees Stadium            | 2 de enero   | 15:00 |
| Millwall            | 1 - 2 | Coventry City       | The Den                     | 2 de enero   | 15:00 |
| Norwich City        | 1 - 0 | Barnsley            | Carrow Road                 | 2 de enero   | 15:00 |
| Preston North End   | 0 - 1 | Nottingham Forest   | Deepdale                    | 2 de enero   | 15:00 |
| Swansea City        | 2 - 1 | Watford             | Liberty Stadium             | 2 de enero   | 15:00 |
| Wycombe Wanderers   | 1 - 3 | Middlesbrough       | Adams Park                  | 2 de enero   | 15:00 |
| Stoke City          | 0 - 1 | Bournemouth         | Bet365 Stadium              | 2 de enero   | 19:45 |
| Luton Town          | 0 - 2 | Queens Park Rangers | Kenilworth Road             | 12 de enero  | 19:00 |
| Brentford           | 3 - 2 | Bristol City        | Brentford Community Stadium | 3 de febrero | 19:45 |
| Rotherham United    | 1 - 2 | Cardiff City        | New York Stadium            | 9 de febrero | 19:00 |

### Segunda Vuelta
| Middlesbrough       | 0 - 1 | Birmingham City     | Riverside Stadium    | 16 de enero   | 12:30 |
| Bournemouth         | 0 - 1 | Luton Town          | Vitality Stadium     | 16 de enero   | 15:00 |
| Blackburn Rovers    | 1 - 1 | Stoke City          | Ewood Park           | 16 de enero   | 15:00 |
| Bristol City        | 2 - 0 | Preston North End   | Ashton Gate Stadium  | 16 de enero   | 15:00 |
| Cardiff City        | 1 - 2 | Norwich City        | Cardiff City Stadium | 16 de enero   | 15:00 |
| Derby County        | 0 - 1 | Rotherham United    | Pride Park Stadium   | 16 de enero   | 15:00 |
| Nottingham Forest   | 3 - 1 | Millwall            | City Ground          | 16 de enero   | 15:00 |
| Watford             | 2 - 1 | Huddersfield Town   | Vicarage Road        | 16 de enero   | 15:00 |
| Barnsley            | 0 - 2 | Swansea City        | Oakwell Stadium      | 16 de enero   | 19:45 |
| Coventry City       | 2 - 0 | Sheffield Wednesday | St Andrew's Stadium  | 27 de enero   | 19:00 |
| Reading             | 1 - 3 | Brentford           | Madejski Stadium     | 10 de febrero | 19:00 |
| Queens Park Rangers | 1 - 0 | Wycombe Wanderers   | Loftus Road          | 9 de marzo    | 19:00 |

| Derby County        | 1 - 0 | Bournemouth         | Pride Park Stadium          | 19 de enero  | 18:00 |
| Reading             | 3 - 0 | Coventry City       | Madejski Stadium            | 19 de enero  | 18:00 |
| Rotherham United    | 3 - 3 | Stoke City          | New York Stadium            | 19 de enero  | 19:45 |
| Watford             | 1 - 0 | Barnsley            | Vicarage Road               | 19 de enero  | 19:45 |
| Norwich City        | 2 - 0 | Bristol City        | Carrow Road                 | 20 de enero  | 18:00 |
| Brentford           | 1 - 0 | Luton Town          | Brentford Community Stadium | 20 de enero  | 19:00 |
| Cardiff City        | 0 - 1 | Queens Park Rangers | Cardiff City Stadium        | 20 de enero  | 19:00 |
| Huddersfield Town   | 0 - 1 | Millwall            | Kirklees Stadium            | 20 de enero  | 19:00 |
| Nottingham Forest   | 1 - 2 | Middlesbrough       | City Ground                 | 20 de enero  | 19:00 |
| Birmingham City     | 0 - 1 | Preston North End   | St Andrew's Stadium         | 20 de enero  | 19:45 |
| Sheffield Wednesday | 2 - 0 | Wycombe Wanderers   | Estadio Hillsborough        | 9 de febrero | 19:00 |
| Blackburn Rovers    | 1 - 1 | Swansea City        | Ewood Park                  | 9 de marzo   | 18:00 |

| Stoke City          | 1 - 2 | Watford             | Bet365 Stadium      | 22 de enero  | 19:45 |
| Queens Park Rangers | 0 - 1 | Derby County        | Loftus Road         | 23 de enero  | 15:00 |
| Preston North End   | 0 - 0 | Reading             | Deepdale            | 24 de enero  | 12:30 |
| Middlesbrough       | 0 - 1 | Blackburn Rovers    | Riverside Stadium   | 24 de enero  | 15:00 |
| Bristol City        | 2 - 1 | Huddersfield Town   | Ashton Gate Stadium | 26 de enero  | 19:00 |
| Barnsley            | 2 - 2 | Cardiff City        | Oakwell Stadium     | 27 de enero  | 19:00 |
| Swansea City        | 1 - 1 | Brentford           | Liberty Stadium     | 27 de enero  | 19:00 |
| Millwall            | 0 - 0 | Norwich City        | The Den             | 2 de febrero | 18:00 |
| Bournemouth         | 1 - 2 | Sheffield Wednesday | Vitality Stadium    | 2 de febrero | 19:00 |
| Coventry City       | 1 - 2 | Nottingham Forest   | St Andrew's Stadium | 2 de febrero | 19:00 |
| Wycombe Wanderers   | 0 - 0 | Birmingham City     | Adams Park          | 2 de febrero | 19:00 |
| Luton Town          | 0 - 0 | Rotherham United    | Kenilworth Road     | 4 de mayo    | 19:15 |

| Reading             | 3 - 1 | Bournemouth         | Madejski Stadium            | 29 de enero  | 20:00 |
| Norwich City        | 0 - 0 | Middlesbrough       | Carrow Road                 | 30 de enero  | 12:30 |
| Birmingham City     | 1 - 1 | Coventry City       | St Andrew's Stadium         | 30 de enero  | 15:00 |
| Blackburn Rovers    | 1 - 0 | Luton Town          | Ewood Park                  | 30 de enero  | 15:00 |
| Brentford           | 7 - 2 | Wycombe Wanderers   | Brentford Community Stadium | 30 de enero  | 15:00 |
| Cardiff City        | 1 - 1 | Millwall            | Cardiff City Stadium        | 30 de enero  | 15:00 |
| Derby County        | 1 - 0 | Bristol City        | Pride Park Stadium          | 30 de enero  | 15:00 |
| Huddersfield Town   | 1 - 1 | Stoke City          | Kirklees Stadium            | 30 de enero  | 15:00 |
| Nottingham Forest   | 0 - 0 | Barnsley            | City Ground                 | 30 de enero  | 15:00 |
| Rotherham United    | 1 - 3 | Swansea City        | New York Stadium            | 30 de enero  | 15:00 |
| Sheffield Wednesday | 1 - 0 | Preston North End   | Estadio Hillsborough        | 30 de enero  | 15:00 |
| Watford             | 1 - 2 | Queens Park Rangers | Vicarage Road               | 1 de febrero | 19:45 |

| Swansea City        | 2 - 0 | Norwich City        | Liberty Stadium     | 5 de febrero | 20:15 |
| Coventry City       | 0 - 0 | Watford             | St Andrew's Stadium | 6 de febrero | 12:30 |
| Bournemouth         | 3 - 2 | Birmingham City     | Vitality Stadium    | 6 de febrero | 15:00 |
| Bristol City        | 0 - 2 | Cardiff City        | Ashton Gate Stadium | 6 de febrero | 15:00 |
| Luton Town          | 1 - 1 | Huddersfield Town   | Kenilworth Road     | 6 de febrero | 15:00 |
| Middlesbrough       | 1 - 4 | Brentford           | Riverside Stadium   | 6 de febrero | 15:00 |
| Millwall            | 4 - 1 | Sheffield Wednesday | The Den             | 6 de febrero | 15:00 |
| Preston North End   | 1 - 2 | Rotherham United    | Deepdale            | 6 de febrero | 15:00 |
| Queens Park Rangers | 1 - 0 | Blackburn Rovers    | Loftus Road         | 6 de febrero | 15:00 |
| Stoke City          | 0 - 0 | Reading             | Bet365 Stadium      | 6 de febrero | 15:00 |
| Wycombe Wanderers   | 0 - 3 | Nottingham Forest   | Adams Park          | 6 de febrero | 15:00 |
| Barnsley            | 0 - 0 | Derby County        | Oakwell Stadium     | 10 de marzo  | 19:00 |

| Blackburn Rovers    | 1 - 2 | Preston North End   | Ewood Park                  | 12 de febrero | 19:45 |
| Nottingham Forest   | 0 - 0 | Bournemouth         | City Ground                 | 13 de febrero | 12:30 |
| Birmingham City     | 0 - 1 | Luton Town          | St Andrew's Stadium         | 13 de febrero | 15:00 |
| Cardiff City        | 3 - 1 | Coventry City       | Cardiff City Stadium        | 13 de febrero | 15:00 |
| Derby County        | 2 - 1 | Middlesbrough       | Pride Park Stadium          | 13 de febrero | 15:00 |
| Huddersfield Town   | 2 - 3 | Wycombe Wanderers   | Kirklees Stadium            | 13 de febrero | 15:00 |
| Norwich City        | 4 - 1 | Stoke City          | Carrow Road                 | 13 de febrero | 15:00 |
| Reading             | 1 - 2 | Millwall            | Madejski Stadium            | 13 de febrero | 15:00 |
| Watford             | 6 - 0 | Bristol City        | Vicarage Road               | 13 de febrero | 15:00 |
| Brentford           | 0 - 2 | Bristol City        | Brentford Community Stadium | 14 de febrero | 13:00 |
| Sheffield Wednesday | 0 - 2 | Swansea City        | Estadio Hillsborough        | 13 de abril   | 18:00 |
| Rotherham United    | 3 - 1 | Queens Park Rangers | New York Stadium            | 13 de abril   | 19:00 |

| Preston North End   | 0 - 1 | Watford             | Deepdale            | 16 de febrero | 19:00 |
| Stoke City          | 1 - 0 | Sheffield Wednesday | Bet365 Stadium      | 16 de febrero | 19:00 |
| Bristol City        | 0 - 2 | Reading             | Ashton Gate Stadium | 16 de febrero | 19:45 |
| Middlesbrough       | 2 - 1 | Huddersfield Town   | Riverside Stadium   | 16 de febrero | 19:45 |
| Wycombe Wanderers   | 1 - 2 | Derby County        | Adams Park          | 16 de febrero | 19:45 |
| Luton Town          | 0 - 2 | Cardiff City        | Kenilworth Road     | 16 de febrero | 20:15 |
| Coventry City       | 0 - 2 | Norwich City        | St Andrew's Stadium | 17 de febrero | 19:00 |
| Millwall            | 2 - 0 | Birmingham City     | The Den             | 17 de febrero | 19:00 |
| Queens Park Rangers | 2 - 1 | Brentford           | Loftus Road         | 17 de febrero | 19:00 |
| Swansea City        | 1 - 0 | Nottingham Forest   | Liberty Stadium     | 17 de febrero | 19:00 |
| Barnsley            | 2 - 1 | Blackburn Rovers    | Oakwell Stadium     | 17 de febrero | 19:45 |
| Bournemouth         | 1 - 0 | Rotherham United    | Vitality Stadium    | 17 de febrero | 20:15 |

| Watford             | 2 - 1 | Derby County      | Vicarage Road        | 19 de febrero | 19:45 |
| Coventry City       | 2 - 0 | Brentford         | St Andrew's Stadium  | 20 de febrero | 12:30 |
| Bristol City        | 0 - 1 | Barnsley          | Ashton Gate Stadium  | 20 de febrero | 15:00 |
| Cardiff City        | 4 - 0 | Preston North End | Cardiff City Stadium | 20 de febrero | 15:00 |
| Huddersfield Town   | 4 - 1 | Swansea City      | Kirklees Stadium     | 20 de febrero | 15:00 |
| Millwall            | 0 - 0 | Wycombe Wanderers | The Den              | 20 de febrero | 15:00 |
| Norwich City        | 1 - 0 | Rotherham United  | Carrow Road          | 20 de febrero | 15:00 |
| Nottingham Forest   | 1 - 0 | Blackburn Rovers  | City Ground          | 20 de febrero | 15:00 |
| Queens Park Rangers | 2 - 1 | Bournemouth       | Loftus Road          | 20 de febrero | 15:00 |
| Reading             | 0 - 2 | Middlesbrough     | Madejski Stadium     | 20 de febrero | 15:00 |
| Sheffield Wednesday | 0 - 1 | Birmingham City   | Estadio Hillsborough | 20 de febrero | 15:00 |
| Stoke City          | 3 - 0 | Luton Town        | Bet365 Stadium       | 20 de febrero | 15:00 |

| Birmingham City   | 1 - 3 | Norwich City        | St Andrew's Stadium         | 23 de febrero | 19:00 |
| Derby County      | 2 - 0 | Huddersfield Town   | Pride Park Stadium          | 23 de febrero | 19:00 |
| Middlesbrough     | 1 - 3 | Bristol City        | Riverside Stadium           | 23 de febrero | 19:00 |
| Luton Town        | 1 - 1 | Millwall            | Kenilworth Road             | 23 de febrero | 19:45 |
| Rotherham United  | 0 - 1 | Nottingham Forest   | New York Stadium            | 23 de febrero | 19:45 |
| Wycombe Wanderers | 1 - 0 | Reading             | Adams Park                  | 23 de febrero | 19:45 |
| Barnsley          | 2 - 0 | Stoke City          | Oakwell Stadium             | 24 de febrero | 19:00 |
| Brentford         | 3 - 0 | Sheffield Wednesday | Brentford Community Stadium | 24 de febrero | 19:00 |
| Swansea City      | 1 - 0 | Coventry City       | Liberty Stadium             | 24 de febrero | 19:00 |
| Bournemouth       | 1 - 2 | Cardiff City        | Vitality Stadium            | 24 de febrero | 19:45 |
| Blackburn Rovers  | 2 - 3 | Watford             | Ewood Park                  | 24 de febrero | 19:45 |
| Preston North End | 0 - 0 | Queens Park Rangers | Deepdale                    | 24 de febrero | 19:45 |

| Derby County      | 1 - 1 | Nottingham Forest   | Pride Park Stadium          | 26 de febrero | 19:45 |
| Bournemouth       | 1 - 0 | Watford             | Vitality Stadium            | 27 de febrero | 12:30 |
| Barnsley          | 2 - 1 | Millwall            | Oakwell Stadium             | 27 de febrero | 15:00 |
| Birmingham City   | 2 - 1 | Queens Park Rangers | St Andrew's Stadium         | 27 de febrero | 15:00 |
| Blackburn Rovers  | 1 - 1 | Coventry City       | Ewood Park                  | 27 de febrero | 15:00 |
| Brentford         | 2 - 1 | Stoke City          | Brentford Community Stadium | 27 de febrero | 15:00 |
| Luton Town        | 3 - 2 | Sheffield Wednesday | Kenilworth Road             | 27 de febrero | 15:00 |
| Middlesbrough     | 1 - 1 | Cardiff City        | Riverside Stadium           | 27 de febrero | 15:00 |
| Preston North End | 3 - 0 | Huddersfield Town   | Deepdale                    | 27 de febrero | 15:00 |
| Rotherham United  | 0 - 1 | Reading             | New York Stadium            | 27 de febrero | 15:00 |
| Swansea City      | 1 - 3 | Bristol City        | Liberty Stadium             | 27 de febrero | 15:00 |
| Wycombe Wanderers | 0 - 2 | Norwich City        | Adams Park                  | 28 de febrero | 12:00 |

| Cardiff City        | 4 - 0 | Derby County      | Cardiff City Stadium | 2 de marzo | 19:00 |
| Coventry City       | 1 - 2 | Middlesbrough     | St Andrew's Stadium  | 2 de marzo | 19:00 |
| Huddersfield Town   | 1 - 1 | Birmingham City   | Kirklees Stadium     | 2 de marzo | 19:00 |
| Millwall            | 2 - 1 | Preston North End | The Den              | 2 de marzo | 19:00 |
| Nottingham Forest   | 0 - 1 | Luton Town        | City Ground          | 2 de marzo | 19:45 |
| Reading             | 1 - 0 | Blackburn Rovers  | Madejski Stadium     | 2 de marzo | 20:00 |
| Norwich City        | 1 - 0 | Brentford         | Carrow Road          | 3 de marzo | 17:30 |
| Queens Park Rangers | 1 - 3 | Barnsley          | Loftus Road          | 3 de marzo | 19:00 |
| Watford             | 2 - 0 | Wycombe Wanderers | Vicarage Road        | 3 de marzo | 19:00 |
| Bristol City        | 1 - 2 | Bournemouth       | Ashton Gate Stadium  | 3 de marzo | 19:45 |
| Sheffield Wednesday | 1 - 2 | Rotherham United  | Estadio Hillsborough | 3 de marzo | 19:45 |
| Stoke City          | 1 - 2 | Swansea City      | Liberty Stadium      | 3 de marzo | 20:15 |

| Huddersfield Town | 0 - 0 | Cardiff City        | Kirklees Stadium            | 5 de marzo  | 19:45 |
| Watford           | 1 - 0 | Nottingham Forest   | Vicarage Road               | 6 de marzo  | 12:30 |
| Barnsley          | 1 - 0 | Birmingham City     | Oakwell Stadium             | 6 de marzo  | 15:00 |
| Bristol City      | 0 - 2 | Queens Park Rangers | Ashton Gate Stadium         | 6 de marzo  | 15:00 |
| Coventry City     | 1 - 0 | Derby County        | St Andrew's Stadium         | 6 de marzo  | 15:00 |
| Millwall          | 0 - 2 | Blackburn Rovers    | The Den                     | 6 de marzo  | 15:00 |
| Norwich City      | 3 - 0 | Luton Town          | Carrow Road                 | 6 de marzo  | 15:00 |
| Preston North End | 1 - 1 | Bournemouth         | Deepdale                    | 6 de marzo  | 15:00 |
| Reading           | 3 - 0 | Sheffield Wednesday | Madejski Stadium            | 6 de marzo  | 15:00 |
| Stoke City        | 2 - 0 | Wycombe Wanderers   | Bet365 Stadium              | 6 de marzo  | 15:00 |
| Swansea City      | 2 - 1 | Middlesbrough       | Liberty Stadium             | 6 de marzo  | 15:00 |
| Brentford         | 1 - 0 | Rotherham United    | Brentford Community Stadium | 27 de abril | 19:00 |

| Blackburn Rovers    | 0 - 1 | Brentford         | Ewood Park           | 12 de marzo | 19:45 |
| Luton Town          | 0 - 1 | Swansea City      | Kenilworth Road      | 13 de marzo | 12:15 |
| Bournemouth         | 2 - 3 | Barnsley          | Vitality Stadium     | 13 de marzo | 15:00 |
| Birmingham City     | 0 - 3 | Bristol City      | St Andrew's Stadium  | 13 de marzo | 15:00 |
| Cardiff City        | 1 - 2 | Watford           | Cardiff City Stadium | 13 de marzo | 15:00 |
| Derby County        | 0 - 1 | Millwall          | Pride Park Stadium   | 13 de marzo | 15:00 |
| Middlesbrough       | 3 - 0 | Stoke City        | Riverside Stadium    | 13 de marzo | 15:00 |
| Nottingham Forest   | 1 - 1 | Reading           | City Ground          | 13 de marzo | 15:00 |
| Queens Park Rangers | 0 - 1 | Huddersfield Town | Loftus Road          | 13 de marzo | 15:00 |
| Wycombe Wanderers   | 1 - 0 | Preston North End | Adams Park           | 13 de marzo | 15:00 |
| Sheffield Wednesday | 1 - 2 | Norwich City      | Estadio Hillsborough | 14 de marzo | 12:15 |
| Rotherham United    | 0 - 1 | Coventry City     | New York Stadium     | 15 de abril | 19:00 |

| Cardiff City        | 0 - 0 | Stoke City        | Cardiff City Stadium | 16 de marzo | 19:00 |
| Derby County        | 2 - 2 | Brentford         | Pride Park Stadium   | 16 de marzo | 19:00 |
| Luton Town          | 2 - 0 | Coventry City     | Kenilworth Road      | 16 de marzo | 19:00 |
| Middlesbrough       | 2 - 0 | Preston North End | Riverside Stadium    | 16 de marzo | 19:00 |
| Rotherham United    | 1 - 4 | Watford           | New York Stadium     | 16 de marzo | 19:00 |
| Bournemouth         | 3 - 0 | Swansea City      | Vitality Stadium     | 16 de marzo | 19:45 |
| Nottingham Forest   | 0 - 2 | Norwich City      | City Ground          | 17 de marzo | 19:00 |
| Queens Park Rangers | 3 - 2 | Millwall          | Loftus Road          | 17 de marzo | 19:00 |
| Wycombe Wanderers   | 1 - 3 | Barnsley          | Adams Park           | 17 de marzo | 19:00 |
| Birmingham City     | 2 - 1 | Reading           | St Andrew's Stadium  | 17 de marzo | 19:45 |
| Blackburn Rovers    | 0 - 0 | Bristol City      | Ewood Park           | 17 de marzo | 19:45 |
| Sheffield Wednesday | 1 - 1 | Huddersfield Town | Estadio Hillsborough | 17 de marzo | 19:45 |

| Brentford         | 1 - 1 | Nottingham Forest   | Brentford Community Stadium | 20 de marzo | 12:30 |
| Barnsley          | 1 - 2 | Sheffield Wednesday | Oakwell Stadium             | 20 de marzo | 15:00 |
| Bristol City      | 0 - 2 | Rotherham United    | Ashton Gate Stadium         | 20 de marzo | 15:00 |
| Coventry City     | 0 - 0 | Wycombe Wanderers   | St Andrew's Stadium         | 20 de marzo | 15:00 |
| Millwall          | 1 - 0 | Middlesbrough       | The Den                     | 20 de marzo | 15:00 |
| Norwich City      | 1 - 1 | Blackburn Rovers    | Carrow Road                 | 20 de marzo | 15:00 |
| Preston North End | 0 - 1 | Luton Town          | Deepdale                    | 20 de marzo | 15:00 |
| Reading           | 1 - 1 | Queens Park Rangers | Madejski Stadium            | 20 de marzo | 15:00 |
| Stoke City        | 1 - 0 | Derby County        | Bet365 Stadium              | 20 de marzo | 15:00 |
| Watford           | 3 - 0 | Birmingham City     | Vicarage Road               | 20 de marzo | 15:00 |
| Swansea City      | 0 - 1 | Cardiff City        | Liberty Stadium             | 20 de marzo | 17:30 |
| Huddersfield Town | 1 - 2 | Bournemouth         | Kirklees Stadium            | 13 de abril | 17:30 |

| Bournemouth         | 3 - 1 | Middlesbrough       | Vitality Stadium     | 2 de abril | 15:00 |
| Bristol City        | 0 - 2 | Stoke City          | Ashton Gate Stadium  | 2 de abril | 15:00 |
| Cardiff City        | 0 - 1 | Nottingham Forest   | Cardiff City Stadium | 2 de abril | 15:00 |
| Derby County        | 2 - 0 | Luton Town          | Pride Park Stadium   | 2 de abril | 15:00 |
| Millwall            | 1 - 0 | Rotherham United    | The Den              | 2 de abril | 15:00 |
| Preston North End   | 1 - 1 | Norwich City        | Deepdale             | 2 de abril | 15:00 |
| Queens Park Rangers | 3 - 0 | Coventry City       | Loftus Road          | 2 de abril | 15:00 |
| Watford             | 1 - 0 | Sheffield Wednesday | Vicarage Road        | 2 de abril | 15:00 |
| Wycombe Wanderers   | 1 - 0 | Blackburn Rovers    | Adams Park           | 2 de abril | 15:00 |
| Barnsley            | 1 - 1 | Oakwell Stadium     | Reading              | 2 de abril | 17:30 |
| Birmingham City     | 1 - 0 | Swansea City        | St Andrew's Stadium  | 2 de abril | 20:00 |
| Huddersfield Town   | 1 - 1 | Brentford           | Kirklees Stadium     | 3 de abril | 12:30 |

| Middlesbrough       | 1 - 1 | Watford             | Riverside Stadium           | 5 de abril | 12:30 |
| Blackburn Rovers    | 0 - 2 | Bournemouth         | Ewood Park                  | 5 de abril | 15:00 |
| Coventry City       | 3 - 1 | Bristol City        | St Andrew's Stadium         | 5 de abril | 15:00 |
| Luton Town          | 1 - 2 | Barnsley            | Kenilworth Road             | 5 de abril | 15:00 |
| Nottingham Forest   | 3 - 1 | Queens Park Rangers | City Ground                 | 5 de abril | 15:00 |
| Reading             | 3 - 1 | Derby County        | Madejski Stadium            | 5 de abril | 15:00 |
| Rotherham United    | 0 - 3 | Wycombe Wanderers   | New York Stadium            | 5 de abril | 15:00 |
| Stoke City          | 1 - 2 | Millwall            | Bet365 Stadium              | 5 de abril | 15:00 |
| Swansea City        | 0 - 1 | Preston North End   | Liberty Stadium             | 5 de abril | 15:00 |
| Sheffield Wednesday | 5 - 0 | Cardiff City        | Estadio Hillsborough        | 5 de abril | 17:30 |
| Brentford           | 0 - 0 | Birmingham City     | Brentford Community Stadium | 6 de abril | 19:00 |
| Norwich City        | 7 - 0 | Huddersfield Town   | Carrow Road                 | 6 de abril | 19:45 |

| Watford             | 2 - 0 | Reading             | Vicarage Road        | 9 de abril  | 19:45 |
| Millwall            | 0 - 3 | Swansea City        | The Den              | 10 de abril | 12:30 |
| Bournemouth         | 4 - 1 | Coventry City       | Vitality Stadium     | 10 de abril | 15:00 |
| Barnsley            | 2 - 0 | Middlesbrough       | Oakwell Stadium      | 10 de abril | 15:00 |
| Birmingham City     | 2 - 0 | Stoke City          | St Andrew's Stadium  | 10 de abril | 15:00 |
| Bristol City        | 0 - 0 | Nottingham Forest   | Ashton Gate Stadium  | 10 de abril | 15:00 |
| Cardiff City        | 2 - 2 | Blackburn Rovers    | Cardiff City Stadium | 10 de abril | 15:00 |
| Derby County        | 0 - 1 | Norwich City        | Pride Park Stadium   | 10 de abril | 15:00 |
| Huddersfield Town   | 0 - 0 | Rotherham United    | Kirklees Stadium     | 10 de abril | 15:00 |
| Preston North End   | 0 - 5 | Brentford           | Deepdale             | 10 de abril | 15:00 |
| Queens Park Rangers | 4 - 1 | Sheffield Wednesday | Loftus Road          | 10 de abril | 15:00 |
| Wycombe Wanderers   | 1 - 3 | Luton Town          | Adams Park           | 10 de abril | 15:00 |

| Blackburn Rovers    | 2 - 1 | Derby County        | Ewood Park                  | 16 de abril | 18:00 |
| Reading             | 1 - 1 | Cardiff City        | Madejski Stadium            | 16 de abril | 18:00 |
| Brentford           | 0 - 0 | Millwall            | Brentford Community Stadium | 17 de abril | 12:30 |
| Luton Town          | 1 - 0 | Watford             | Kenilworth Road             | 17 de abril | 12:30 |
| Middlesbrough       | 1 - 2 | Queens Park Rangers | Riverside Stadium           | 17 de abril | 12:30 |
| Nottingham Forest   | 0 - 2 | Huddersfield Town   | City Ground                 | 17 de abril | 12:30 |
| Sheffield Wednesday | 1 - 1 | Bristol City        | Estadio Hillsborough        | 17 de abril | 12:30 |
| Stoke City          | 0 - 0 | Preston North End   | Bet365 Stadium              | 17 de abril | 12:30 |
| Swansea City        | 2 - 2 | Wycombe Wanderers   | Liberty Stadium             | 17 de abril | 12:30 |
| Norwich City        | 1 - 3 | Bournemouth         | Carrow Road                 | 17 de abril | 20:00 |
| Rotherham United    | 0 - 1 | Birmingham City     | New York Stadium            | 18 de abril | 12:00 |
| Coventry City       | 2 - 0 | Barnsley            | St Andrew's Stadium         | 18 de abril | 15:00 |

| Brentford           | 1 - 1 | Cardiff City        | Brentford Community Stadium | 20 de abril | 18:00 |
| Norwich City        | 0 - 1 | Watford             | Carrow Road                 | 20 de abril | 18:00 |
| Preston North End   | 3 - 0 | Derby County        | Deepdale                    | 20 de abril | 19:00 |
| Sheffield Wednesday | 1 - 0 | Blackburn Rovers    | Estadio Hillsborough        | 20 de abril | 19:00 |
| Swansea City        | 0 - 1 | Queens Park Rangers | Liberty Stadium             | 20 de abril | 19:00 |
| Millwall            | 1 - 4 | Bournemouth         | The Den                     | 21 de abril | 18:00 |
| Rotherham United    | 1 - 2 | Middlesbrough       | New York Stadium            | 21 de abril | 18:00 |
| Wycombe Wanderers   | 2 - 1 | Bristol City        | Adams Park                  | 21 de abril | 19:00 |
| Stoke City          | 2 - 3 | Coventry City       | Bet365 Stadium              | 21 de abril | 19:00 |
| Birmingham City     | 1 - 1 | Nottingham Forest   | St Andrew's Stadium         | 21 de abril | 19:45 |
| Huddersfield Town   | 0 - 1 | Barnsley            | Kirklees Stadium            | 21 de abril | 19:45 |
| Luton Town          | 0 - 0 | Reading             | Kenilworth Road             | 21 de abril | 19:45 |

| Bournemouth         | 0 - 1 | Brentford           | Vitality Stadium     | 24 de abril | 12:30 |
| Barnsley            | 1 - 0 | Rotherham United    | Oakwell Stadium      | 24 de abril | 15:00 |
| Blackburn Rovers    | 5 - 2 | Huddersfield Town   | Ewood Park           | 24 de abril | 15:00 |
| Cardiff City        | 2 - 1 | Wycombe Wanderers   | Cardiff City Stadium | 24 de abril | 15:00 |
| Coventry City       | 0 - 1 | Preston North End   | St Andrew's Stadium  | 24 de abril | 15:00 |
| Derby County        | 1 - 2 | Birmingham City     | Pride Park Stadium   | 24 de abril | 15:00 |
| Middlesbrough       | 3 - 1 | Sheffield Wednesday | Riverside Stadium    | 24 de abril | 15:00 |
| Nottingham Forest   | 1 - 1 | Stoke City          | City Ground          | 24 de abril | 15:00 |
| Queens Park Rangers | 1 - 3 | Norwich City        | Loftus Road          | 24 de abril | 15:00 |
| Watford             | 1 - 0 | Millwall            | Vicarage Road        | 24 de abril | 15:00 |
| Reading             | 2 - 2 | Swansea City        | Madejski Stadium     | 25 de abril | 12:00 |
| Bristol City        | 2 - 3 | Luton Town          | Ashton Gate Stadium  | 25 de abril | 13:00 |

| Sheffield Wednesday | 0 - 0 | Nottingham Forest   | Estadio Hillsborough        | 1 de mayo | 12:30 |
| Birmingham City     | 0 - 4 | Cardiff City        | St Andrew's Stadium         | 1 de mayo | 15:00 |
| Brentford           | 2 - 0 | Watford             | Brentford Community Stadium | 1 de mayo | 15:00 |
| Huddersfield Town   | 1 - 1 | Coventry City       | Kirklees Stadium            | 1 de mayo | 15:00 |
| Luton Town          | 1 - 1 | Middlesbrough       | Kenilworth Road             | 1 de mayo | 15:00 |
| Millwall            | 4 - 1 | Bristol City        | The Den                     | 1 de mayo | 15:00 |
| Norwich City (C)    | 4 - 1 | Reading             | Carrow Road                 | 1 de mayo | 15:00 |
| Preston North End   | 2 - 0 | Barnsley            | Deepdale                    | 1 de mayo | 15:00 |
| Rotherham United    | 1 - 1 | Blackburn Rovers    | New York Stadium            | 1 de mayo | 15:00 |
| Stoke City          | 0 - 2 | Queens Park Rangers | Bet365 Stadium              | 1 de mayo | 15:00 |
| Swansea City        | 2 - 1 | Derby County        | Liberty Stadium             | 1 de mayo | 15:00 |
| Wycombe Wanderers   | 1 - 0 | Bournemouth         | Adams Park                  | 1 de mayo | 15:00 |

| Bournemouth         | 0 - 2 | Stoke City          | Vitality Stadium     | 8 de mayo | 12:30 |
| Barnsley            | 2 - 2 | Norwich City        | Oakwell Stadium      | 8 de mayo | 12:30 |
| Blackburn Rovers    | 5 - 2 | Birmingham City     | Ewood Park           | 8 de mayo | 12:30 |
| Bristol City        | 1 - 3 | Brentford           | Ashton Gate Stadium  | 8 de mayo | 12:30 |
| Cardiff City        | 1 - 1 | Rotherham United    | Cardiff City Stadium | 8 de mayo | 12:30 |
| Coventry City       | 6 - 1 | Millwall            | St Andrew's Stadium  | 8 de mayo | 12:30 |
| Derby County        | 3 - 3 | Sheffield Wednesday | Pride Park Stadium   | 8 de mayo | 12:30 |
| Middlesbrough       | 0 - 3 | Wycombe Wanderers   | Riverside Stadium    | 8 de mayo | 12:30 |
| Nottingham Forest   | 1 - 2 | Preston North End   | City Ground          | 8 de mayo | 12:30 |
| Queens Park Rangers | 3 - 1 | Luton Town          | Loftus Road          | 8 de mayo | 12:30 |
| Reading             | 2 - 2 | Huddersfield Town   | Madejski Stadium     | 8 de mayo | 12:30 |
| Watford             | 2 - 0 | Swansea City        | Vicarage Road        | 8 de mayo | 12:30 |

## Play-offs
|  | Semifinales | Semifinales  | Semifinales | Semifinales  |   |   | Final     | Final | Final |  |
|  |             |              |             |              |   |   |           |       |       |  |
|  |             |              |             |              |   |   |           |       |       |  |
|  | 3           | Brentford    | 0           | 3            |   |   |           |       |       |  |
|  | 3           | Brentford    | 0           | 3            |   |   |           |       |       |  |
|  | 6           | Bournemouth  | 1           | 1            |   |   |           |       |       |  |
|  | 6           | Bournemouth  | 1           | 1            |   | 3 | Brentford | 2     |       |  |
|  |             |              |             |              |   | 3 | Brentford | 2     |       |  |
|  |             |              | 4           | Swansea City | 0 |   |           |       |       |  |
|  | 4           | Swansea City | 4           | Swansea City | 0 | 1 | 1         |       |       |  |
|  | 4           | Swansea City |             |              |   | 1 | 1         |       |       |  |
|  | 5           | Barnsley     | 0           | 1            |   |   |           |       |       |  |
|  | 5           | Barnsley     | 0           | 1            |   |   |           |       |       |  |
|  |             |              |             |              |   |   |           |       |       |  |

### Semifinales
| Equipo 1     | Agr. | Equipo 2    | Ida | Vuelta |
| ------------ | ---- | ----------- | --- | ------ |
| Brentford    | 3-2  | Bournemouth | 0-1 | 3–1    |
| Swansea City | 2–1  | Barnsley    | 1-0 | 1–1    |

### Final
| Equipo 1  | Resultado | Equipo 2     |
| --------- | --------- | ------------ |
| Brentford | 2–0       | Swansea City |

| Brentford | vs. | Swansea City |

- Brentford asciende a la Premier League 2021-22

## Premios

### Premios mensuales
| Mes        | Entrenador del mes | Entrenador del mes | Jugador del mes | Jugador del mes  | Ref.   |
| Mes        | Técnico            | Equipo             | Jugador         | Equipo           | Ref.   |
| ---------- | ------------------ | ------------------ | --------------- | ---------------- | ------ |
| Septiembre | Veljko Paunović    | Reading            | Bradley Johnson | Blackburn Rovers | [ 12 ] |
| Octubre    | Neil Warnock       | Middlesbrough      | Ivan Toney      | Brentford        | [ 13 ] |
| Noviembre  | Vladimir Ivić      | Watford            | David Brooks    | Bournemouth      | [ 14 ] |
| Diciembre  | Thomas Frank       | Brentford          | Duncan Watmore  | Middlesbrough    | [ 15 ] |
| Enero      | Steve Cooper       | Swansea City       | Matt Crooks     | Rotherham United | [ 16 ] |